# Giampaolo Zamberlan
Giampaolo Zamberlan (Verona, 9 ottobre 1962) è un ex cestista italiano.

## Carriera
Inizia la sua carriera nella società sportiva Pallacanestro Adige '80 all'età di 16 anni per poi passare l'anno successivo alla Cestistica Verona fondata da Andrea Piotto.
Due anni più tardi sarà ceduto alla Scaligera Verona dove giocherà per 10 anni e conquisterà tre promozioni in A2 partendo dalla serie C.
Ha militato in serie A1 in città importanti quali Torino, Venezia, Trieste nel ventennio compreso tra il 1980 ed il 2000, dove ha avuto modo di mettersi ulteriormente in mostra anche a livello nazionale. Ha continuato la sua ventennale carriera a Sassari, Biella, Lumezzane, per poi ritornare nella natia Verona dove ha avuto l'onore di partecipare al torneo di Eurolega.
Nel gennaio 2001 viene poi ingaggiato dal Basket Trapani in Serie B d'Eccellenza dove contribuisce con la sua esperienza a 2 ottime stagioni e mezza della squadra siciliana.